# شهرداری ایلام
شهرداری ایلام یک سازمان عمومی غیردولتی است که مسئولیت اداره شهر ایلام را بر عهده دارد. بالاترین مقام اجرایی این سازمان شهردار ایلام است که توسط شورای شهر ایلام انتخاب می‌شود. بر اساس درجه‌بندی منتشرشده توسط سازمان شهرداری‌ها و دهیاری‌های کشور در سال ۱۴۰۰، درجهٔ شهرداری ایلام ۱۰ است.

## مناطق شهرداری
شهر ایلام به دو منطقه شهرداری تقسیم شده‌است.

## ساختار سازمانی

### معاونت‌ها
- معاونت شهرسازی و معماری
- معاونت خدمات شهری
- معاونت امور زیربنایی و ترافیک
- معاونت توسعه مدیریت و منابع انسانی

### سازمان‌ها
- سازمان فرهنگی، اجتماعی و ورزشی
- سازمان حمل‌ونقل بار و مسافر
- سازمان مدیریت آرامستان‌ها
- سازمان میادین میوه و تره‌بار
- سازمان آتش‌نشانی و خدمات ایمنی
- سازمان عمران و بازآفرینی فضاهای شهری
- سازمان مدیریت پسماند
- سازمان فناوری اطلاعات و ارتباطات
- سازمان سیما، منظر و فضای سبز شهری
- سازمان ساماندهی مشاغل شهری و فراورده‌های کشاورزی[۲]

## حمل‌ونقل عمومی
بر اساس آمار ارائه‌شده توسط سازمان شهرداری‌ها و دهیاری‌های کشور در نیمه دوم دهه ۱۳۹۰، ناوگان حمل‌ونقل عمومی ایلام شامل ۵۰ اتوبوس و ۱۶۴۱ تاکسی بوده‌است.

## شهرداران
اسامی شهرداران ایلام در فهرست زیر آمده‌است:
- سروان «سهراب خان» (؟–۱۳۱۶)
- صیدرضا قمری
- رئیس اسمائیل (کیوان)
- قربانعلی سلیمان‌نژاد (۱۳۳۳–۱۳۳۰)
- عبدالصاحب نورالهی (۱۳۴۱–۱۳۳۴)
- علی‌پاشا حیدری (۱۳۴۷–۱۳۴۱)
- عبدالعلی نیک‌روش (۱۳۴۸–۱۳۴۷)
- غلامرضا زموده (۱۳۵۳–۱۳۴۸)
- حبیب‌الله بیگلری (۱۳۵۵–۱۳۵۳)
- اصولیان (۱۳۵۷–۱۳۵۵)
- عبدالصاحب حمدحیدری (۱۳۵۸–۱۳۵۷)
- غلامرضا عبداللهی‌پور (۱۳۶۸–۱۳۵۸)
- محمد هادی دارابی (۱۳۷۰–۱۳۶۸) (سرپرست)
- غلامرضا هزار جریبی (۱۳۷۱–۱۳۷۰)
- محمد هادی دارابی (۱۳۷۱) (سرپرست)
- مهدی ایران‌نژاد (۱۳۷۳–۱۳۷۱)
- علی مرادی (۱۳۷۴–۱۳۷۳)
- احمد اعظمی جدی‌کهق (۱۳۷۵–۱۳۷۴)
- محمد هادی دارابی (۱۳۷۵)
- کریم شایان‌راد (۱۳۷۷–۱۳۷۵)
- جعفر نجفی شجاع (۱۳۷۷) (سرپرست)
- نبی نجفیان (۱۳۷۸–۱۳۷۷)
- غلامرضا عبداللهی‌پور (۱۳۷۸)
- مصدق طاهری (۱۳۷۹–۱۳۷۸) (سرپرست)
- علی طاووس‌نژاد (۱۳۸۲–۱۳۷۹)
- مصدق طاهری (۱۳۸۳–۱۳۸۲) (سرپرست)
- مصطفی بیگی (۱۳۸۴–۱۳۸۳)
- مصدق طاهری (۱۳۸۵–۱۳۸۴) (سرپرست)
- حبیب‌اله چاغروندی (۱۳۸۶–۱۳۸۵)
- نبی هواسی (۱۳۸۷) (سرپرست)
- عبدالله بهادری (۱۳۹۰–۱۳۸۷)
- خالق منصوری (۱۳۹۰) (سرپرست)
- خالق منصوری (۱۳۹۲–۱۳۹۰)
- حبیب‌الله منصورپور (۱۳۹۳–۱۳۹۲)[۵]
- غلامرضا طاهری (۱۳۹۴–۱۳۹۳) (سرپرست)[۶]
- یزدان قبادیان (۱۳۹۵–۱۳۹۴)[۷]
- غلامرضا طاهری (۱۳۹۵) (سرپرست)[۸]
- منت محمدی (۱۳۹۶–۱۳۹۵)[۹]
- افشین مظفری (۱۳۹۶) (سرپرست)[۱۰]
- طالب صادقیان (۱۴۰۰–۱۳۹۶)[۱۱]
- خالق منصوری (۱۴۰۰) (سرپرست)[۱۲]
- حمدالله نصرت‌پور (۱۴۰۱–۱۴۰۰) (سرپرست)[۱۳]
- بابک محمدی آوندی (۱۴۰۱)[۱۴]
- افشین مظفری (۱۴۰۲–۱۴۰۱) (سرپرست)[۱۵]
- افشین مظفری (اکنون–۱۴۰۲)